# Rumoldus van Mechelen

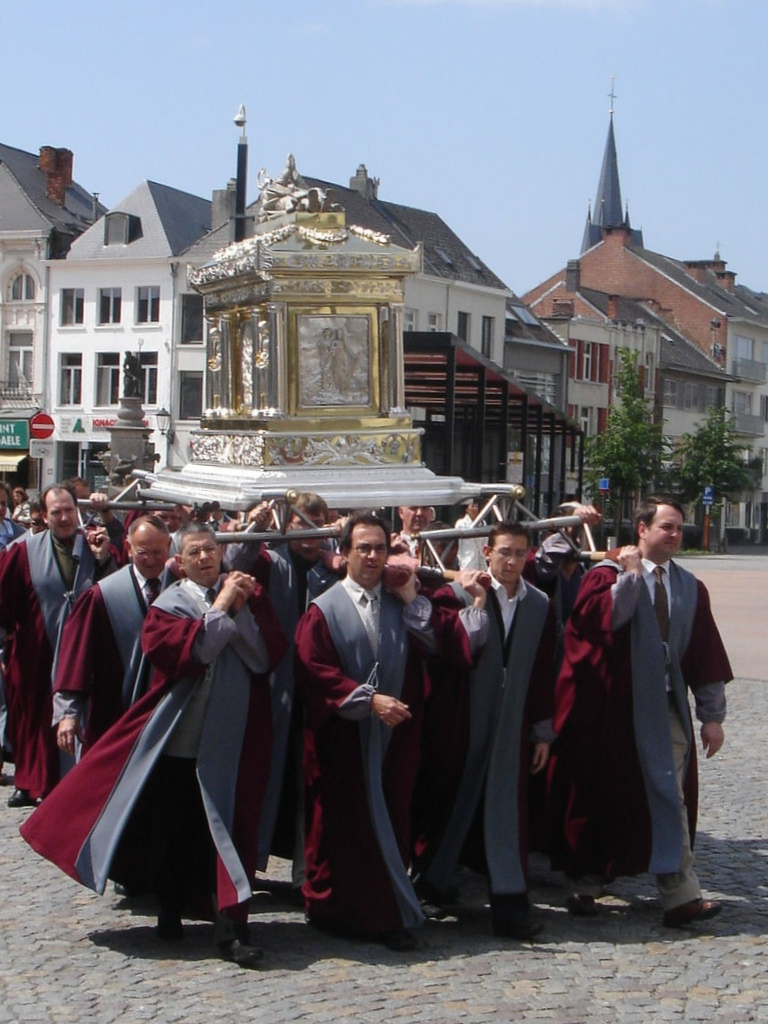
De relieken van Sint-Rombout (Hanswijkprocessie, 17 mei 2007)

Rombout of Rumoldus (traditioneel wordt als datum van overlijden vermeld 775, in werkelijkheid vermoedelijk tussen 580 en 655) is de patroonheilige van Mechelen, Humbeek en Berlaar-Heikant. Hij wordt herdacht op 24 juni - in het bisdom Mechelen-Brussel echter op 1 juli, en in Ierland op 3 juli.
Wanneer het feest van de H. Rumoldus samenvalt met een zondag wordt dit enkel in de Stad Mechelen, en waar hij patroon van de parochie is, gevierd als hoogfeest.

## Legende
Diederik van Sint-Truiden schreef in de 11e eeuw een heiligenleven van Rumoldus, Passio Sancti Rumoldi of Vita Rumoldi Mechliniensis.
Rombout zou van Ierse afkomst zijn, een koningszoon. Hij werd door het volk op de vacante bisschopszetel van Dublin geplaatst. Hij trok echter naar Rome en gaf zijn bisschopsring terug aan de paus. Hij kreeg van de paus toestemming om de heidense volkeren te kerstenen. Hij kwam aan in Mechelen en werd daar ontvangen door graaf Ado en zijn vrouw Elisa. Het koppel was kinderloos en al op leeftijd. Als dank voor de ontvangen liefdadigheid bad Rombout voor de geboorte van een zoon. De zoon werd geboren en werd door Rombout Libertus gedoopt.
Een anonieme legende, waarvan de oudste, Latijnse versie wordt gesitueerd rond 1300, breidde het verhaal omtrent de reis van Rombout naar Rome en naar Mechelen verder uit. Zo zou hij onderweg in Frankrijk een blinde hebben genezen. Er kwamen ook meer details omtrent de geboorte van Libertus. In de 16e-eeuwse Latijnse versie van Domyns van deze anonieme legende werd de dood van de heilige een marteldood. Rombout liet in de buurt van Mechelen een kleine kerk bouwen en "tegen de gewoontes van die tijd in" betaalde hij de arbeiders een billijk loon. Dat was opgevallen bij twee mannen die vermoedden dat Rombout wel bijzonder rijk moest zijn. Ze besloten hem om te brengen. Toen Rombout op zekere dag een van beiden van overspel berispte, was het hek van de dam. Ze volgden hem toen hij al biddend ergens aan het wandelen was, sloegen hem dood en beroofden hem van het weinige geld dat hij op zak had. Rombouts belagers wierpen zijn lijk in het water en namen de benen. Een wonderbaarlijk licht scheen echter op de plek waar het lijk in het water lag. Het werd ontdekt en met grote luister bijgezet in het kerkje dat Rombout zelf had laten bouwen. Later werden Rombouts beenderen in een zilveren relikwiekas gelegd. Vlak bij het graf gebeurden aanstonds mirakels en men kwam van heinde en verre de martelaar vereren.
Er verschenen nieuwe verhalen over zulke mirakels. Zo zou Helinardus, gestorven na een jachtongeval, uit de dood zijn opgestaan nadat zijn vrienden zijn lichaam naar het graf van Sint-Rombout hadden gebracht. En een Antwerps ridder, gevallen van zijn paard na een aanval door als vrouwen verklede duivels, genas bij het graf van de heilige.
Rombout zou ook goede contacten hebben onderhouden met Gummarus van Lier. Te Duffel in het Mouriaubos staat een eeuwenoud kapelletje, opgericht om de ontmoeting daar tussen de twee heiligen te gedenken.

## Onderzoek
De huidige reliekschrijn dateert van 1825. De reliekhouder werd zowel in 1974 als in 2004 geopend om de inhoud te bestuderen. In de schrijn ligt het geraamte van een man die tussen de 35 en 40 jaar oud moet zijn geweest toen hij stierf. Hij had een lengte van ongeveer 1,69 meter en het skelet vertoont sporen van onder meer het genezen van rachitis op jonge leeftijd, alsook sporen van een ziekte die ontstaat door te eiwitrijk voedsel. De Lage Landen werden inderdaad in die periode gekerstend vanuit een klooster. Met 95 procent zekerheid kan ook gezegd worden dat de man gestorven is tussen het jaar 580 en 655.
Dat is een probleem, want traditioneel wordt Rombouts' overlijden gedateerd in 775. Om daaruit te concluderen dat het niet om Sint-Rombout gaat, is echter voorbarig. Destijds werd het jaar van overlijden nooit genoteerd, en het jaartal 775 duikt pas in de 13e eeuw op. Van geen enkele "oude heilige" kennen we het exacte sterfjaar, maar wel de dag van overlijden. De man van wie de beenderen zijn aangetroffen moet uiterst belangrijk zijn geweest, want zelden treft men beenderen van die ouderdom aan die in zulk een goede toestand bewaard zijn. Een van de weinige personen die daarvoor in aanmerking komen, is Sint-Rombout.
De voornaamste conclusie is dus dat het leven van Rombout vroeger moet gesitueerd worden dan werd gedacht. Als de legende van de Ierse afkomst klopt, is de situering in de zevende eeuw aanvaardbaar: heel wat missionarissen uit Ierland en de Angelsaksische gebieden (mensen als Foillan, Willibrord en Bonifatius) kwamen naar de Lage Landen om de inwoners tot het Christendom te bekeren.

## Trivia
Sint Rumoldus is de patroonheilige van de Koninklijke Fanfare de Rumolduszonen.

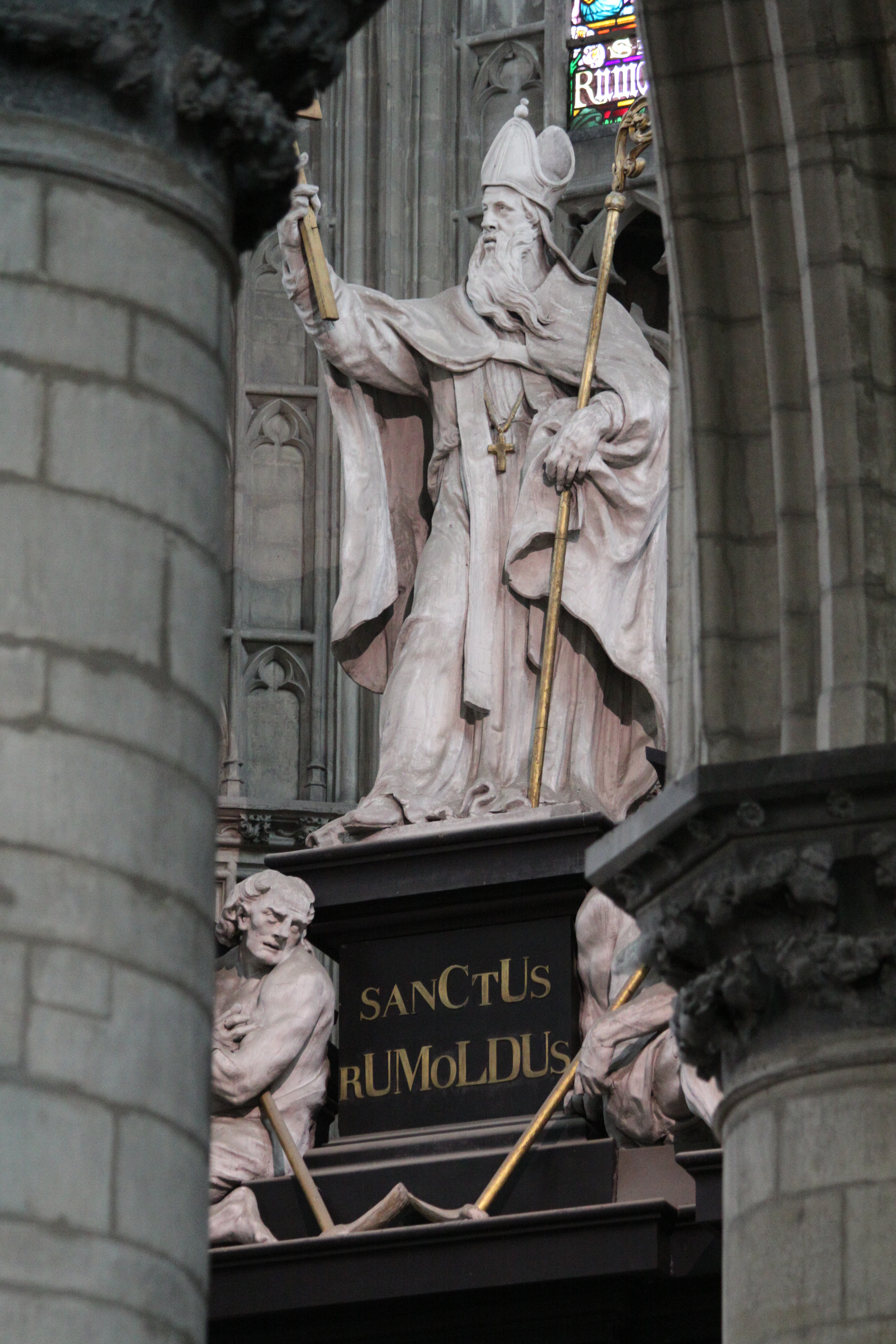
In de Sint-Romboutskathedraal
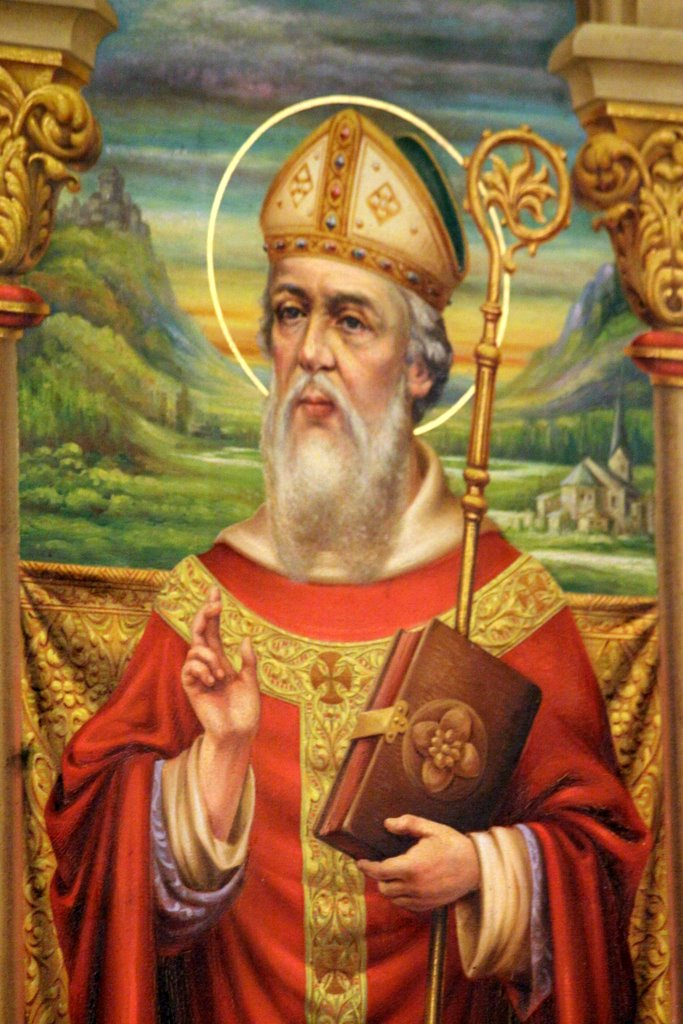
In de Onze-Lieve-Vrouw van Hanswijk
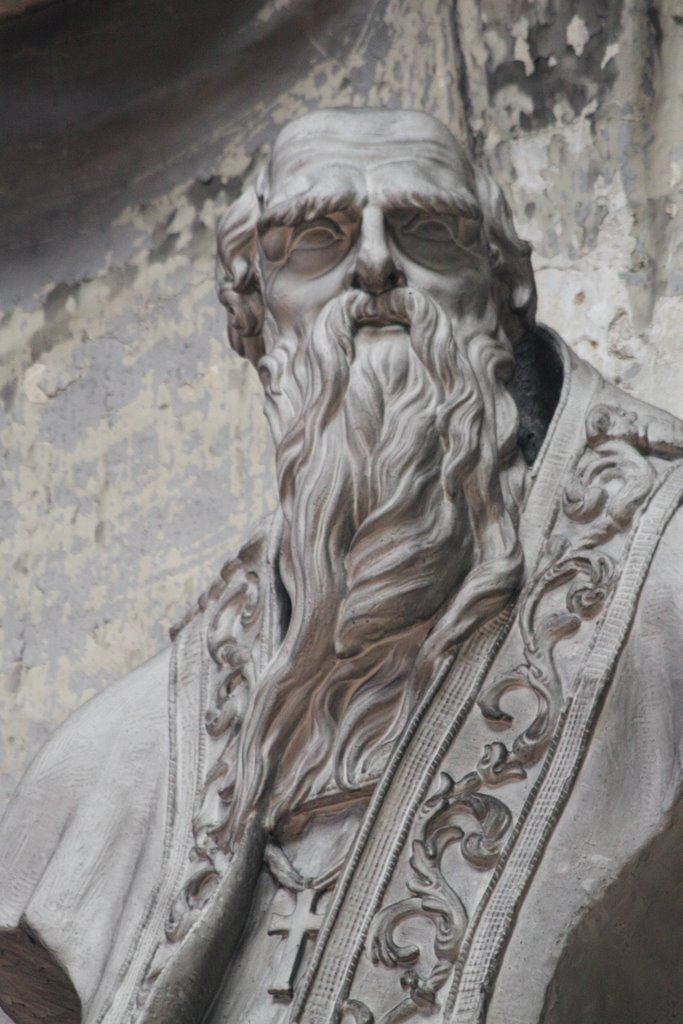
In de Onze-Lieve-Vrouw van Hanswijk
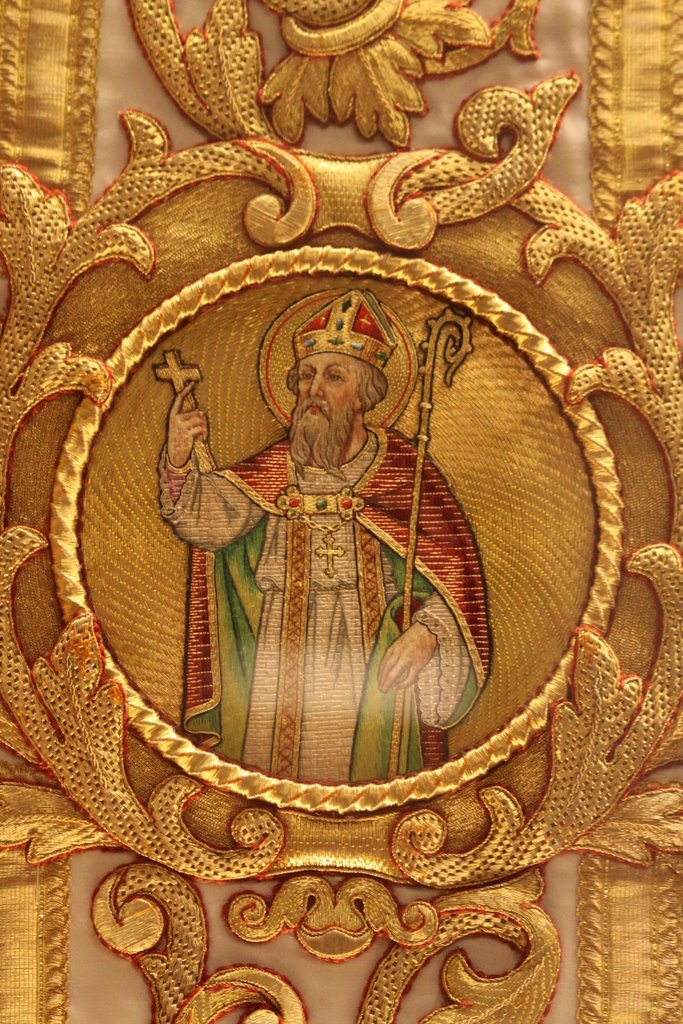
In de Onze-Lieve-Vrouw van Hanswijk